# Octany

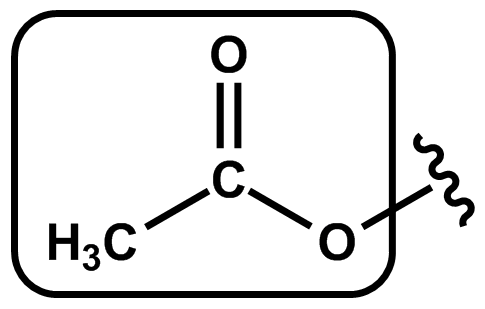
Grupa octanowa

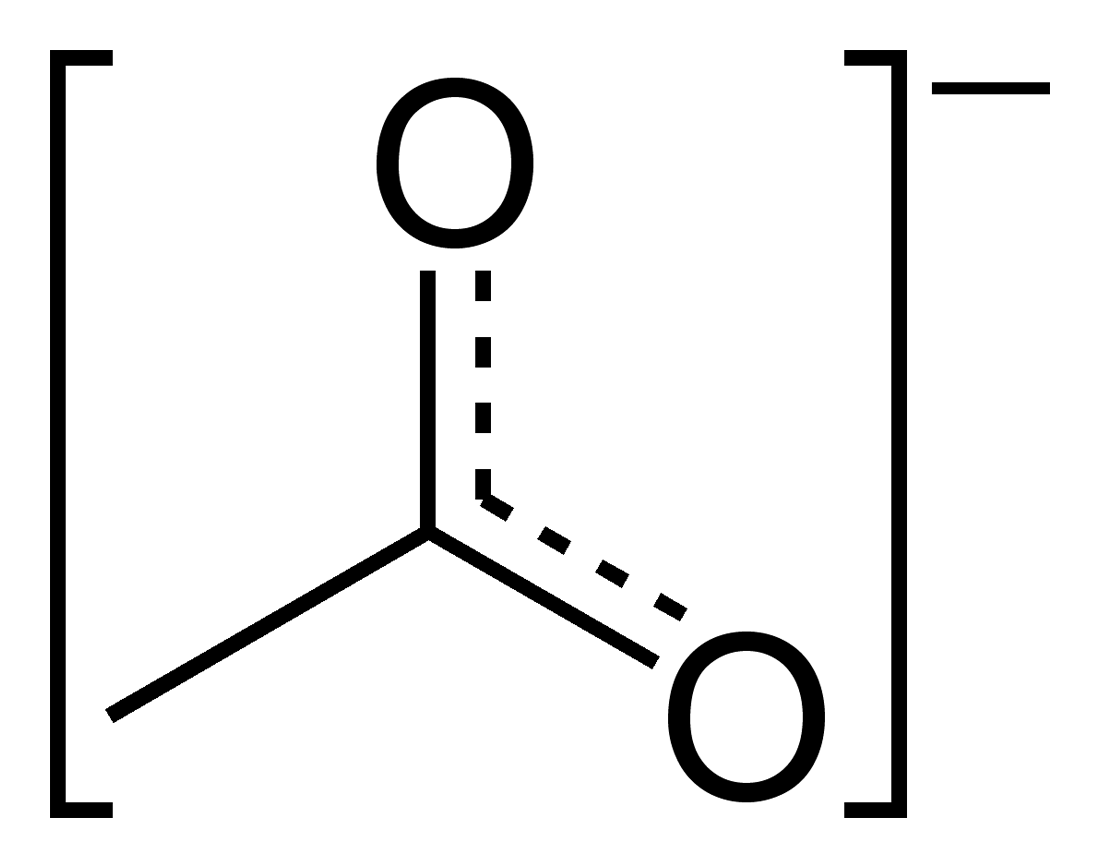
Anion octanowy – struktura z wiązaniami zdelokalizowanymi

Octany – grupa chemicznych związków organicznych będących solami lub estrami kwasu octowego.

## Przykładowe związki
- sole
  - octan srebra
  - octan miedzi(II)
  - octan sodu
  - octan magnezu
  - octan cynku
- estry
  - kwas acetylosalicylowy
  - octan amylu
  - octan etylu
  - octan fenylu
  - octan metylu
  - octan propylu